# Trichoceronia latifrons
Trichoceronia latifrons là một loài ruồi trong họ Tachinidae.